# Biblijski rukopisi
Biblijski rukopisi su najstariji prijepisi biblijskih tekstova koji su sačuvani do danas.
Glavni rukopisi (kronološkim redom):
|                                    | |                                     |                                                              |
| Rukopis                            | Primjeri                                                                                                  | Jezik pisanja                       | Nastanak                                                     |
| kumranski rukopisi (s Mrtvog mora) | 1QIsab | hebrejski i grčki                   | 150. pr. Kr. do 68.                                          |
|                                    | |                                     |                                                              |
| Septuaginta                        | Vatikanski, Sinajski, Aleksandrijski kodeks, i ostali rani rukopisi                                       | grčki                               | 4. stoljeće                                                  |
|                                    | |                                     |                                                              |
| Pešita                             | | sirijski dijalekt aramejskog jezika | početak 5. stoljeća                                          |
|                                    | |                                     |                                                              |
| Vulgata                            | | latinski                            | početak 5. stoljeća                                          |
|                                    | |                                     |                                                              |
| Masoretski rukopisi                | Alepski kodeks (nastao oko 920. godine), Lenjingradski kodeks (nastao oko 1008. godine) i ostali rukopisi | hebrejski                           | 10. stoljeće                                                 |
|                                    | |                                     |                                                              |
| samarijsko Petoknjižje             | | samarijski                          | najstariji rukopis iz 11. stoljeća, najmlađi iz 16. stoljeća |
|                                    | |                                     |                                                              |
| targumi                            | | aramejski                           | 11. stoljeće                                                 |
|                                    | |                                     |                                                              |

## Galerija slika
- Alepski kodeks
- uzorak Lenjingradskog kodeksa
- Fragment rukopisa iz Kumrana 1QIsab, tj. knjige proroka Izaije